# Yogendra Nâth Vidyâbhûshan
Yogendra Nâth Vidyâbhûshan ou Yogendra ou Jogendra Vidyâbhûshan (Banerjee) est un homme de lettres indien bengali, né en 1845 et mort en 1904, spécialiste du sanskrit, réputé comme penseur, journaliste et auteur de biographies populaires qui stimulaient le patriotisme chez ses lecteurs. Protégé de Ishvarchandra Vidyâsâgar, admiré par Swâmi Vivekânanda et Sri Aurobindo, il a participé à l’éveil du nationalisme militant en Inde.

## Enfance: études
Yogendra nait dans le village Simhât, dans le département de Rânâghât au Bengale occidental, chez son grand-père maternel. Appartenant à une famille de Brâhmane orthodoxe, sa mère Sonâmani (née Chatterjee) était aussi pieuse que rigoureuse. Umesh Chandra Banerjee, le père de Yogendra, était originaire du village Suvarnapur dans le district de Nadiâ. Propriétaire terrien modeste, il s’était adonné aux études religieuses et à la méditation. Mahendra, le frère cadet de Yogendra sera célèbre comme médecin formé à Londres. Sortant de l’école primaire du village, Yogendra fut d’abord inscrit à l’École du District à Barishâl, ensuite à Bârâsât. Admis, enfin, au lycée de M. Long à Calcutta, il remporta plusieurs bourses d’études. À treize ans, il entra au Sanskrit College, où il s’attira l’attention protectrice du principal, Ishvarchandra Vidyâsâgar. Il comptait parmi ses camarades de classe Vijaykrishna Goswami et Shivnâth Shâstri. En 1872 il passa, de même que Shivnâth, le M.A. en Sanskrit et ils obtinrent, tous deux, le titre de « Vidyâbhûshan ».

## Carrière
Yogendra connut d’énormes épreuves avant de pouvoir s’installer dans sa vie conjugale. À en croire l’autobiographie de Shivnath, en 1868, encouragé par Vidyâsâgar, Yogendra – déjà veuf – avait épousé Mahâlakshmi, veuve elle-même. Victime d’une épidémie de choléra, elle mourut en 1869. En 1871, Vidyâsâgar lui demanda de nouveau d’épouser Mâlatimâlâ, fille de Madanmohan Tarkâlamkâr, ami d’enfance et collègue décédé de Vidyâsâgar au Sanskrit College. Cette union allait, enfin, engendrer une descendance de trois fils et trois filles.
Après huit ans de professorat du sanskrit, en novembre 1880, Yogendra fut nommé Magistrat et Percepteur adjoints, muté à plusieurs districts. Dans le sillage de la popularité du Bangadarshana de son ami Bankimchandra Chatterjee, en avril 1874 Yogendra publia sa revue Aryadarshana, en vue de promouvoir « l’histoire, la science et la philosophie, avec d’amples espaces pour la poésie, les arts et les romans également ». Cette revue insuffla, onze ans durant, un nouveau zèle chez les lecteurs Bengalis. S’abstenant de participer ouvertement à la politique, Yogendra par son esprit d’indépendance connut néanmoins une censure sévère au niveau de l’avancement de sa carrière en qualité de fonctionnaire du Gouvernement.

## Patriote
Poussé par des discriminations racistes, Surendranath Banerjee (1848-1925), en 1875, démissionna de son poste d’Administrateur Civil de l’Inde britannique. Déçu par le système colonial de justice, il préféra la carrière de professeur d’anglais, tout en mettant en garde ses compatriotes contre l’abus des dirigeants. Il entreprit une tournée pan-indienne de conférences incitant les jeunes Indiens à s’inspirer des exemples de Mazzini, de Shivaji et des Gurus Sikh. Sir Henry Cotton reconnaissait: "A l’heure actuelle, le nom de Surendra Nath Banerjee excite autant d’enthousiasme parmi la nouvelle génération de Multan que de Dacca." Pris de sympathie pour cet ami, Yogendra se mit à publier des biographies bengalies populaires et émouvantes: John St. Mill (1878), Mazzini (1880), William Wallace (1886), Garibaldi (1890), deux séries de Vîr Pûjâ ou ‘Culte des Héros’ (1900), y compris Guillaume Tell, John Hamden, William Wilberforce, John Howard, George Washington et plusieurs personnalités indiennes dont Keshub Chunder Sen, Ishvarchandra Vidyâsâgar, Vijaykrishna Goswâmi.

## L’homme engagé
Sensible aux problèmes socio-politiques d’une Inde nouvelle, Yogendra revendiquait une éducation libérale pour hommes et femmes, tout en réclamant des droits de parité pour les femmes. Il faisait partie des premiers à recommander le hindi comme langue nationale. Il encourageait les étudiants à s’engager dans la lutte pour l’indépendance de l’Inde et à consacrer à cette fin tout ce qu’ils possédaient. Vers l’an 1894, en apprenant que la population - noire - de l’Abyssinie venait de remporter sur les Italiens – blancs -, Yogendra prit un congé prolongé afin d’organiser des bandes de jeunes un peu partout dans le pays pour fêter cette victoire. En réponse à l’appel du Swâmi Vivekânanda (1862-1902), il s’était positionné contre la pratique des castes et contre l’intouchabilité. Admirant son zèle patriotique, le Swâmi avait inscrit un jour sur un mur du salon de Yogendra : "L’Inde se verra libre avant 1925." Des générations entières de nationalistes militants s’y rendaient pour contempler cette prédiction. Sachin, son second fils, allait diriger le [Mohunbâgân Football Club] et allait devenir un brillant médecin pendant la Première Guerre mondiale. Ayant rencontré le jeune Bâghâ Jatin (Jatin Mukherjee) au gymnase des Guha, Sachin le présenta à Yogendra. En 1900, il mariera Sudhâmayi, sa fille cadette, à Lalitkumâr Chatterjee, l’oncle maternel et collègue révolutionnaire de Jatin.

## Derniers jours
Yogendra prit une année sabbatique en juillet 1903. C’est précisément le moment où il hébergeait Sri Aurobindo venu de Barodâ avec son projet révolutionnaire. Invités par Yogendra, Jatin et Lalit examinèrent avec lui son plan politique extrémiste. Cette rencontre décisive fut la genèse du parti Jugântar. En juin 1904, Yogendra mourut.

## Hommage posthume
Dr Jâdugopâl Mukherjee, l’un des dirigeants du Jugântar d’après-Jatin, reconnaît sommairement que le peuple apprit à aimer la Mère Inde grâce à Bankimchandra, à Yogendra Vidyâbhûshan et au Swâmi Vivekânanda.

## Autres sources
- History of the Services of Officers holding Gazetted Appointments under the Government of West Bengal, Calcutta, 1903
- Bhâraté jâtîya ândolana, par Prabhâtkumâr Mukhopâdhyaya, Calcutta, 1925
- Sâhitya sâdhak charitamâlâ No. 31, Calcutta, 1944
- Sâdhak biplabi jatîndranâth par Prithwindra Mukherjee, West Bengal State Book Board, Calcutta, 1990